# 맨 온 더 문 (영화)
《맨 온 더 문》(영어: Man on the Moon)은 1999년 개봉한 미국의 전기 코미디 드라마 영화로, 밀로시 포르만이 감독을 맡았다. 미국 연예인 앤디 카우프먼의 삶을 그린 작품이며, 배우 짐 캐리가 카우프먼을 연기했다. 2000년 제50회 베를린 국제 영화제 은곰상 감독상 수상작이다.

## 출연진
- 짐 캐리
- 대니 더비토
- 코트니 러브
- 폴 지어마티
- 빈센트 스키어벨리
- 피터 보너즈
- 제리 롤러
- 제리 베커
- 레슬리 라일스
- 조지 셔피로
- 리처드 벨저
- 패튼 오즈월트
- 마이클 켈리
- 마이클 빌라니
- 밥 즈무다
- 트레이시 월터
- 제임스 로스
- 브렌트 브리스코
- 캐럴라인 레이
- 버드 프리드먼

크레디트 미기재
- 매릴루 헤너
- 저드 허시
- 크리스토퍼 로이드
- 캐럴 케인
- 제프 코너웨이
- 데이비드 레터먼
- 폴 셰이퍼
- 론 마이클스
- 놈 맥도널드

## 기타 제작진
- 협력 제작: 스콧 퍼거슨, 패멀라 애브디
- 공동 제작: 밥 즈무다
- 배역: 프랜신 메이즐러, 캐슬린 드리스컬몰러
- 미술: 퍼트리치아 본브랜던스타인
- 의상: 제프리 컬런드